# Adelonetria dubiosa
Genre
Espèce
Adelonetria dubiosa, unique représentant du genre Adelonetria, est une espèce d'araignées aranéomorphes de la famille des Linyphiidae.

## Distribution
Cette espèce est endémique de la région des Lacs du Chili,.

## Description
La femelle holotype mesure 1,7 mm.

## Publication originale
- Millidge, 1991 : Further linyphiid spiders (Araneae) from South America. Bulletin of the American Museum of Natural History, no 205, p. 1-199 (texte intégral).